# Antonio Salandra
Antonio Salandra  hallgat (Troia, 1853. augusztus 13. – Róma, 1931. december 9.) olasz politikus, az Olasz Királyság huszonegyedik miniszterelnöke és belügyminisztere is volt az első világháború első két évében.

## Élete
Antonio Salandra 1853. augusztus 13-án született Troiában, vagyonos család gyermekeként. Jogi tanulmányai után közigazgatási ismereteket oktatott a Római Egyetemen, majd politizálni kezdett. A konzervatív Salandrát 1899-ben megválasztották földművelésügyi miniszternek. 1906-ban, majd 1909 és 1910 között pedig a pénzügyminiszteri teendőket látta el. 1914 márciusában miniszterelnök (és egyben belügyminiszter) lett és júliusban ebben a pozícióban szembesült azzal a kritikus helyzettel, amely az első világháború kitöréséhez vezetett. Salandra a Német Birodalommal és az Osztrák–Magyar Monarchiával kötött hármas szövetség ellenére a semlegességet választotta. Arra hivatkozott, hogy az Osztrák–Magyar Monarchia nem kérte ki az olasz kormány véleményét a Szerb Királyság elleni támadást megelőzően.
Ezt követően kihasználta az Olasz Királyság kedvező pozícióját arra, hogy mindkét oldallal tárgyalásokat folytasson és végül 1915 májusában az antant oldalán hadba lépett. Azzal győzték meg, hogy az Osztrák–Magyar Monarchia olaszok által lakott területeit nekik ígérték az olasz egység nevében. 1916-ban az olasz katonai nehézségek következtében lemondásra kényszerült. A háború után tekintélyuralmi konzervativizmusa hatására Benito Mussolinit és a fasizmust támogatta, de amikor az új rendszer szélsőségessége nyilvánvalóvá vált számára megváltoztatta korábbi álláspontját. 1928-ban Mussolini ennek ellenére szenátorrá választotta. 1931. december 9-én hunyt el Rómában.